# La Victoria (Córdoba)
La Victoria es un municipio español de la provincia de Córdoba, Andalucía. En 2019 contaba con 2271 habitantes. Su extensión superficial es de 20 km²  tiene una densidad de 117,65 hab/km². Sus coordenadas geográficas son 37°41′ N, 4°51′ O. Se encuentra situado en la comarca del Valle Medio del Guadalquivir, a una altitud de 262 metros a 29 kilómetros de la capital de provincia, Córdoba.

## Geografía
La Victoria limita con La Carlota, San Sebastián de los Ballesteros y Córdoba. Y también está dividido en un sector:
1. Primer sector: Aldea Quintana

| Noroeste: La Carlota y Guadalcázar | Norte: Córdoba                        | Noreste: Córdoba                                      |
| Oeste: La Carlota                  |                                       | Este: Fernán-Núñez                                    |
| Suroeste La Carlota                | Sur: San Sebastián de los Ballesteros | Sureste: San Sebastián de los Ballesteros y La Rambla |

## Espacios naturales
En el municipio cordobés de La Victoria destacan dos espacios naturales:
- Monte Baneguillas.
- Dehesa de Tocina.

### Monte Baneguillas
Mancha de vegetación de quercíneas y matorral que cubre el llamado monte Baneguillas (en el extremo occidental y junto a la margen derecha del arroyo de la Torre). Se sitúa sobre una ladera de solana con fuerte pendiente, de ahí su nombre.
Se trata de un reducto del antiguo bosque mediterráneo de encinas, siendo la única unidad de carácter forestal del término municipal de La Victoria, compuesta por una densa vegetación en que aparecen, principalmente, encinas, lentiscos y acebuches. Presenta una extensión reducida (1,3 ha).
Es, junto al encinar adehesado de Tocina, el único testigo de la vegetación climácica de la zona, es decir, la vegetación primitiva, aún no alterada por el hombre. La conservación a lo largo del tiempo de esta mancha de vegetación se ha producido gracias a que la pendiente del terreno lo hace impracticable para el cultivo.
No obstante, el monte Baneguillas es un lugar muy frecuentado por los vecinos del entorno como lugar de ocio, esparcimiento y recreo al aire libre, hecho que a veces genera suciedad y agresiones a la vegetación de este lugar de gran valor ecológico.

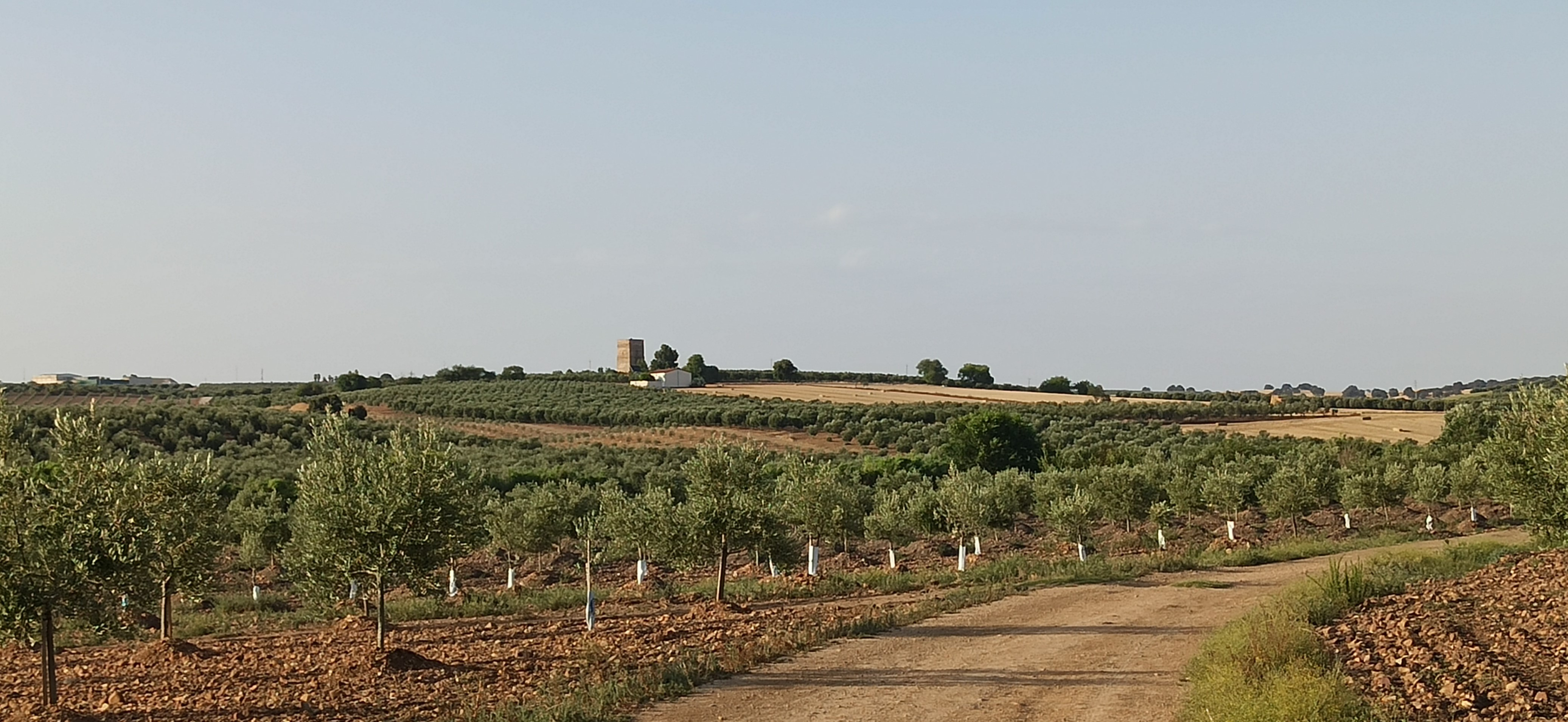
Camino hacia la Aldea Quintana, pasando por la Torre de Don Lucas.

### Dehesa de Tocina
El encinar adehesado de Tocina, se localiza al norte del término municipal de La Victoria, a 1 km del núcleo urbano, con una extensión de 233,2 ha pertenecientes a la finca del mismo nombre.
La geomorfología de la zona se caracteriza por la presencia de lomas suaves vertebradas por pequeños arroyos y regajos estacionales, por los cuales el agua discurre únicamente en épocas de lluvia.
Se trata de un paisaje agrario de encinar con herbáceos, en el que están presentes los ejemplares de encinas de mayor porte del término municipal, con densidad especialmente alta en su zona septentrional, lugar aprovechado en los últimos años para albergar la romería de San Isidro Labrador.
El bosque de encinas primitivo ha sido aclarado a lo largo del tiempo para dejar espacios libres para el cultivo (alternando trigo-girasol). En las imágenes siguientes se puede observar la evolución de la dehesa en los últimos 60 años, desde el vuelo americano de 1956-1957 hasta la actualidad en 2009. Se puede apreciar la cantidad de encinas y monte bajo asociado que ha desaparecido durante este periodo de tiempo.

## Historia
La mayoría de los historiadores coinciden en que la fundación del municipio está ligada al establecimiento de los frailes Mínimos de San Francisco de Paula en Córdoba, cuando el general de la Orden pidió al Obispo de Córdoba, Don Juan Daza y Osorio, su concurso y el del cabildo, para establecer en esta ciudad un convento de la orden paulina. El propio convento cordobés fue fundado el 18 de febrero de 1510, y el fundador de la Orden de los Mínimos fue beatificado el 7 de julio de 1513, alcanzando la santidad, convirtiéndose en San Francisco de Paula, el 1 de mayo de 1519.
En 1810, cuando España estaba en plena Guerra de la Independencia, La Victoria, en su mayor parte un vasto olivar, era conocida por entonces como La Guijarrosa por formar parte de una vieja y extensa zona de La Rambla con ese mismo nombre. En las inmediaciones del actual pueblo estaba lo que hoy llamamos “La Victoria Vieja”, esto es, la “heredad”, con “casas, bodega, lagar, pila e tinajas, viñas e árboles” y “con todo lo que le pertenece”, que el 21 de noviembre de 1551 compró al curtidor Alonso de Hillón y a su mujer, Isabel Rodríguez, fray Andrés de Santa María para donarla poco después, el 26 de enero de 1552, a los Mínimos o frailes de San Francisco de Paula del Convento de Nuestra Señora de la Victoria de Córdoba.
En la citada “heredad” los Mínimos construyeron un oratorio, cuya existencia tenemos ampliamente documentada, al menos en lo que al siglo XVIII respecta: en él se casaron muchos de los antepasados que, en su mayor parte, vivían en humildes y aisladas “casas de campocubiertas de paja” o de “rama”, como se les denomina en el catastro del Marqués de la Ensenada realizado a mediados de la citada centuria. Junto a la misma finca había también un cementerio.
La posterior emancipación de La Victoria respecto a La Rambla se hizo, en último extremo, a la luz del artículo 310 de “La Pepa”, la Constitución que vio la luz en Cádiz el 19 de marzo de 1812 y que fue reactivada el 15 de agosto de 1836 por la reina María Cristina.

## Demografía
La Victoria cuenta con una población de 2335 habitantes (INE 2024).
| Gráfica de evolución demográfica de La Victoria entre 1857 y 2021 |
| |
| Población de derecho según los censos de población del INE Población de hecho según los censos de población del INEEntre el censo de 1857 y el anterior, aparece este municipio porque se segrega del municipio Santaella |

| 1762                      | 1748 | 1749 | 1802 | 1822 | 1,882 | 1981 | 2132 | 2197 | 2278 | 2336 | 2379 | 2385 |
| (Fuente: INE [Consultar]) |      |      |      |      |       |      |      |      |      |      |      |      |

## Economía

### Evolución de la deuda viva municipal
| Gráfica de evolución de Deuda viva del Ayuntamiento de La Victoria entre 2008 y 2019                                  |
| |
| Deuda viva del Ayuntamiento de Victoria (La) en miles de Euros según datos del Ministerio de Hacienda y Ad. Públicas. |

## Política
| Partidos                                                          | Votos             | % votos                     | Datos |
| ----------------------------------------------------------------- | ----------------- | --------------------------- | --- |
| Partido Popular Partido Socialista Obrero Español Sumar VOX PACMA | 559 485 195 156 7 | 39,28 34,08 13,7 10,96 0,49 | - Total censo electoral: 1.820 - Total votantes: 1.449 (77,65%) - Abstención: 417 (22,34%) - Votos nulos: 26 (1,79%) - Votos en blanco: 13 (0,91%) |

| Partidos                                                                            | Votos           | % votos                 | Concejales | Datos |
| ----------------------------------------------------------------------------------- | --------------- | ----------------------- | ---------- | --- |
| Vamos La Victoria Partido Socialista Obrero Español Partido Popular Izquierda Unida | 599 313 296 144 | 43,21 22,58 21,35 10,38 | 5 3 2 1    | - Total censo electoral: 1.819 - Total votantes: 1.414 (75,65%) - Abstención: 455 (24,34%) - Votos válidos: 1.352 (95,57%) - Votos nulos: 28 (1,98%) - Votos en blanco: 34 (2,45%) |

| Partidos                                                                               | Votos             | % votos                  | Datos |
| -------------------------------------------------------------------------------------- | ----------------- | ------------------------ | --- |
| Partido Popular Partido Socialista Obrero Español VOX Por Andalucía Adelante Andalucía | 603 323 103 96 37 | 49,1 26,3 8,39 7,82 3,01 | - Total censo electoral: 1.819 - Total votantes: 1.246 (66,95%) - Abstención: 613 (33,05 %) - Votos nulos: 14 (1,13%) - Votos en blanco: 21 (1,71%) |

## Patrimonio artístico y monumental

### Casa capilla de los Monjes Mínimos
La Victoria Vieja, esto es, la “heredad”, con “casas, bodega, lagar, pila e tinajas, viñas e árboles” y “con todo lo que le pertenece”, que el 21 de noviembre de 1551 compró al curtidor Alonso de Hillón y a su mujer, Isabel Rodríguez, fray Andrés de Santa María para donarla poco después, el 26 de enero de 1552, a los Mínimos o frailes de San Francisco de Paula del Convento de Nuestra Señora de la Victoria de Córdoba.
El edificio actual, de propiedad privada, aunque pueden verse desde fuera la bella portada de ladrillo con una pequeña hornacina con la Virgen Inmaculada Concepción y la torre del molino de aceite, presenta características arquitectónicas de la segunda mitad del siglo XVIII.

### Torre de Don Lucas

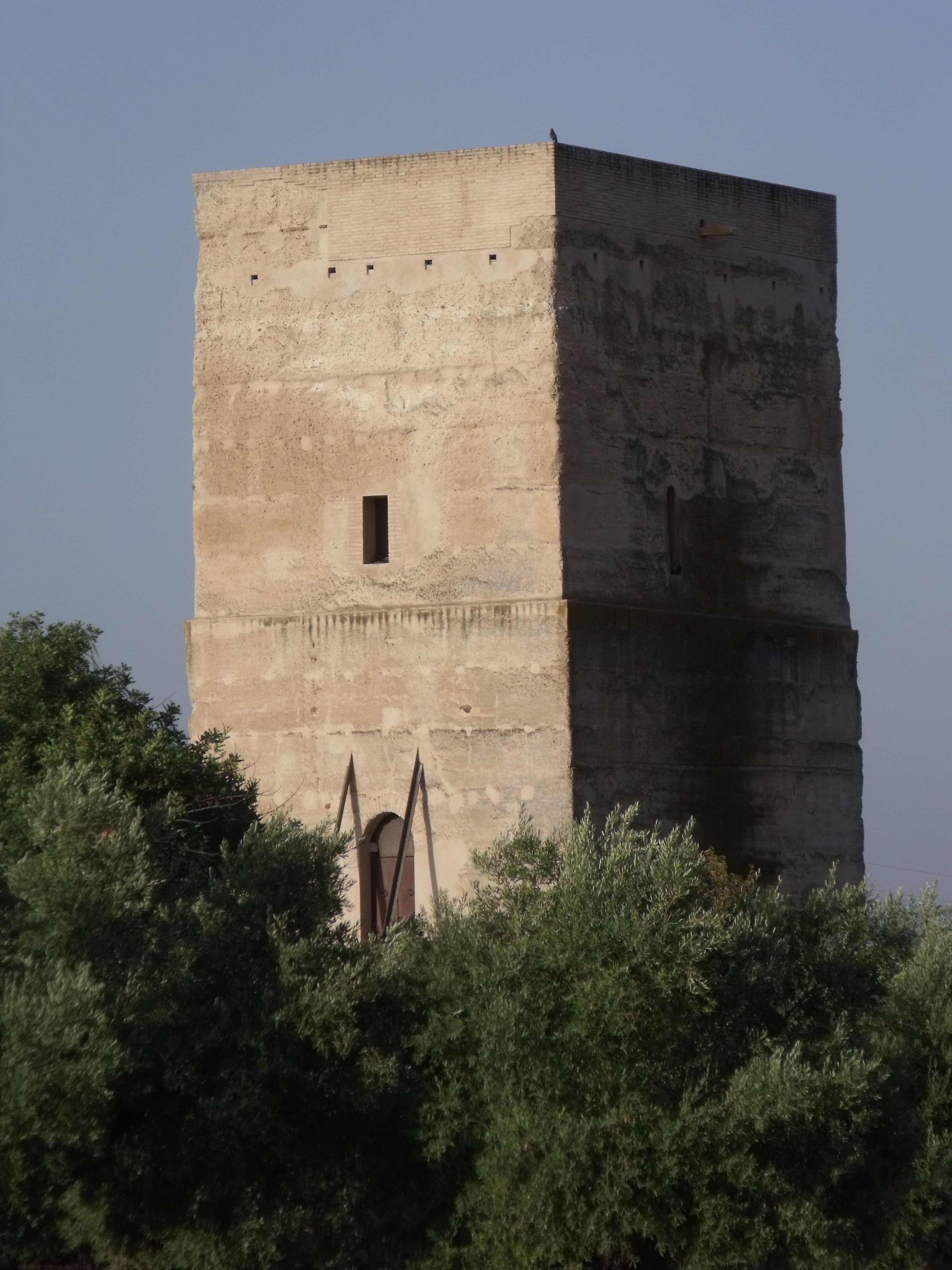
Torre de Don Lucas

La Torre de Don Lucas fue levantada en época islámica, no sabiéndose exactamente la fecha de su construcción. Se ha encontrado una moneda perteneciente al reinado del emir cordobés Alhaquen I (808-809 según el calendario gregoriano), aunque alberga más sentido una construcción durante época almohade en el siglo XII. Está situada al noroeste de La Victoria, dentro de su término municipal, a unos trescientos metros de la carretera comarcal que enlaza la Aldea Quintana con La Victoria. Se halla construida con cal, arena y cantos rodados.

### Iglesia de San Pedro de Alcántara
La iglesia de San Pedro de Alcántara, fue edificada en terrenos de propiedad de la Orden de San Francisco de Paula en 1818. El 30 de agosto de este año se celebró en el recién construido recinto sagrado la Santa Pastoral Visita del obispo Pedro Antonio de Trevilla. El 1 de octubre del mismo año, en agradecimiento por la construcción de la nueva iglesia, fray José Antonio Valenzuela pidió al prelado que pudieran poner el templo bajo la advocación. Se amplió hacia la cabecera en los años 60 del Siglo XX configurando su imagen actual.

### Casa consistorial
Edificio originario de 1926, de fachada sencilla pero bien compuesta y cierta evocación, en su conjunto, de aires barrocos. En 2004 se ha procedido a su ampliación añadiendo una casa contigua, pero se ha respetado en su totalidad el estilo originario. En el edificio del Ayuntamiento se encuentran localizados la UTEDLT (Unidad Territorial de Empleo y Desarrollo Local y Tecnológico), la OCA (Oficina Comarcal Agraria) y la policía local.

### Toro de Riaza
En octubre de 1973 apareció de forma casual una escultura en forma de toro de “Arte ibérico” cerca del pueblo, en la zona conocida como Pozo de Riaza. El descubrimiento de esta pieza arqueológica se debió a tres labradores, que realizaban un fondeo en su finca. El raro ejemplar está realizado en piedra blanca, de grano fino, fácil de labrar, conocida con el nombre de “sepia”, y mide aproximadamente metro y cuarto de largo por unos 90.

### Piedra del Trueno
Por su forma y tamaño se piensa que este curioso ejemplar lítico era parte de vestigios prehistóricos que permanecieron largo tiempo sobre el territorio, hipótesis que tomo más auge al encontrarse el Toro de Riaza, toro ibérico, en las inmediaciones. Se piensa que esta roca debió ser un hito, o menhir, colocado junto al camino que recorrían las gentes para llevar sus difuntos al paraje de Riaza, donde le daban sepultura.
Cortijos de la Condesa y El Colegio de San Rafael.
Ambos de propiedad privada y no visitables (solo por fuera), son sin embargo interesantes construcciones cercanas al pueblo que presentan una arquitectura funcional agraria del siglo XVIII.

## Fiestas

### La Candelaria
La noche anterior a la festividad de la Purificación de Nuestra Señora, el 1 de febrero, se encienden grandes hogueras, alimentadas con ramas de olivo, en plazas y calles de los diferentes barrios de la villa.
Antiguamente se competía por ver cuál era la más grande y más duradera y la gente del pueblo se unían en torno a ellas para consumir las tradicionales sopaipas con chocolate.

### Carnaval
Una fiesta con mucho arraigo en el municipio, donde se recorren las calles del pueblo ataviado y provisto de instrumentos musicales, tambores, platillos, panderetas, timbres.

### Domingo de Ramos
Antiguamente en este día, los enamorados daban a sus elegidas pruebas de sus sentimientos, dejando la noche anterior en sus ventanas, ramas de olivo y flores. Si durante el día siguiente el ramo permanecía en el lugar significaba que los sentimientos del galán eran apreciados.
Hoy día se dibujan ramos de flores en la puerta de la enamorada.

### Romería de San Isidro
La romería se celebró por primera vez en La Victoria el 15 de mayo de 1960. Un grupo de personas pusieron dinero y compraron la talla del santo de escayola. Este grupo se llamaba “Hermandad Sindical de Labradores y Ganaderos”, que posteriormente pasó a ser “Cámara Agraria”.
En del pueblo, la primera romería se celebró en los alrededores de La Torre de Don Lucas, hasta que en 1970 se celebró en El Cuco. En 1971 se celebró en la Cooperativa Olivarera Virgen de la Torre (por inclemencias meteorológicas). También se celebró en Santa Cruz durante 2 años y en Tocina, cerca de La Laguna. En Beneguillas en los años 80 hasta 1997. En el 1998, por falta de personas en la organizacíón y por la lluvia, se celebró en el campo de fútbol del pueblo. Fue a partir de esta fecha, cuando el 27 de agosto de 1998 se reúne una junta promotora con vecinos y colaboradores de otros años para crear una asociación cultural de San Isidro Labrador que después se llamará “Adelfas y Retamas”.
En el 1999 fue el último año que se celebró en Beneguillas, desde 2000 a la actualidad, tiene lugar en Tocina en diferentes zonas de esta finca.

### Feria de San Juan
Se celebra el 24 de junio, día de San Juan Bautista, en el recinto ferial.
Se eligen a las reinas y galanes tanto infantil como juvenil, y el victoreño/a del año el fin de semana anterior a su comienzo.
Hay actividades que se vienen repitiendo de forma tradicional, como pasacalles, payasos, magos, marcha en bicicleta, la característica “Menuda feria infantil de la igualdad”, la cena para los mayores, la fiesta de la espuma, el campeonato local de dominó, petanca, la actuación del coro Guadalmazán y de la escuela de baile de Rosario Moreno.

### Semana Santa
Semana en la que las diferentes hermandades sacan sus pasos por las calles de la localidad. La Hermandad del Santísimo Cristo de la Expiración y María Santísima de la Victoria. Procesionan en la tarde-noche del Jueves Santo.
El paso de Nuestra Señora de los Dolores procesiona en la madrugada y noche del Viernes Santo acompañando a los pasos de Nuestro Padre Jesús Nazareno y el Santísimo Cristo Yacente.
El paso de Nuestro Padre Jesús Nazareno procesiona en la madrugada del Viernes Santo y el Santísimo Cristo Yacente en la noche del viernes.

### Fiesta de la Inmaculada
Celebrada el 8 de diciembre es la fiesta de la patrona del municipio, saliendo en procesión por la localidad.

### Mandifest
Festival musical y de ocio que se celebra anualmente desde el año 2011 en el mes de agosto, a cargo de la asociación juvenil Mandi (también ha habido dos ediciones del festival en edición "Día de los Inocentes"). El festival continúa creciendo cada edición y su razón de ser es clausurar el verano victoreño con un festival joven con diferentes géneros musicales y para todos/as los gustos.

### Festival de Arte Contemporáneo ARTSUR
Festival de arte contemporáneo celebrado anualmente desde 2014, donde se dan muestras del arte actual en las distintas disciplinas (Música, pintura, escultura, artes escénicas...) participando en él tanto artistas locales como artistas invitados.

## Gastronomía
La gastronomía victoreña está plenamente relacionada con el antiguo apellido de los Maestre, familia que a finales del siglo pasado tenían varios establecimientos de comestibles, así como de vinos, aguardientes y chacinas.
Desde entonces la producción de chacinería ha ido en aumento, destacando los chorizos denominados rosarios y las vetustas morcillas de cebolla capaces de satisfacer los más exigentes paladares.
Destacan recetas familiares antiguas, como las judías palomeras, que solían ser comidas en los cortijos; las croquetas de patata y el roscón de melón.
Especial mención merecen las manitas de cerdo, el salmorejo, el gazpacho, el cocido; pero también las migas, los maimones y las naranjas picadas con bacalao y cebolla.
Señalar los dulces típicos como los pestiños, las flores, los soplones, los roscos de naranja y de anís, sin olvidar los bollos de manteca de cerdo rellenos de chocolate y cabello de ángel, las tortillas de manteca de cerdo y las magdalenas elaboradas de forma artesanal por las mujeres de la localidad, también se hacen gachas.